# Michel Mitrani
Michel Mitrani (14 de abril de 1930 – 9 de noviembre de 1996) fue un director, guionista y actor francés de origen búlgaro.

## Biografía
Nacido en Varna, Bulgaria, se formó en el Institut des hautes études cinématographiques al mismo tiempo que Louis Malle y Alain Cavalier. Se inició como ayudante de dirección, y en 1958 trabajó con Agnès Varda en Du côté de la côte.
A partir de esa fecha, trabajó para la televisión formando parte del programa de información Cinq colonnes à la une, rodando episodios como Qu’en pense Alger ?, emitido en 1960. Continuó en el programa hasta el año 1965, aunque en 1962 empezó a rodar adaptaciones para la pequeña pantalla de obras de Samuel Beckett, Jean-Paul Sartre, Marguerite Duras o Eugène Ionesco. También dirigió cortometrajes como L'Atelier de Vieira da Silva (1968).
Entre los largometrajes dirigidos por él figuran, en 1970, La Nuit bulgare, y en 1971 La Cavale, fiel adaptación de la novela de Albertine Sarrazin, interpretada por Jean-Claude Bouillon, Juliet Berto, Catherine Rouvel, Geneviève Page y Miou-Miou.
En 1974 se confirmó su prestigio con Les Guichets du Louvre, una sobria historia de amor durante la Ocupación que rodó con Christine Pascal, Christian Rist y Judith Magre. Su última producción cinematográfica destacada fue, en 1979 y con el mismo título, la adaptación de la novela de Julien Gracq Un balcon en forêt, film que interpretaron Humbert Balsan, Aïna Walle, Yves Afonso y Jacques Villeret.
Mitrani fue también actor, participando en 1975 en Le Plein de super, cinta de Alain Cavalier. En años posteriores continuó dirigiendo para la televisión, siendo algunas de su producciones Par ordre du Roy (1983), Monsieur de Pourceaugnac (1985), o L'Invité clandestin (1990).
Michel Mitrani estuvo comprometido con la defensa de la creación televisiva. Así, fundó el Festival International des Programmes Audiovisuels (FIPA) en 1987, el cual presidió justo hasta el momento de su muerte, ocurrida en  París, Francia, en 1996.

## Cine
Director
- 1971 : La Cavale
- 1972 : La Nuit bulgare, con Marina Vlady, Henri Garcin, Charles Vanel y Jean-Pierre Andréani
- 1974 : Les Guichets du Louvre
- 1979 : Un balcon en forêt

Ayudante de dirección
- 1956 : À la Jamaïque, de André Berthomieu
- 1958 : Les Cinq Dernières Minutes, episodio D'une Pierre deux Coups, de Claude Loursais
- 1958 : Du côté de la côte, de Agnès Varda
- 1958 : Les Cinq Dernières Minute, episodio Réactions en chaîne, de Claude Loursais

## Televisión
Director
- 1960 : En votre âme et conscience : Le crime de Madame Achet
- 1963 : Tous ceux qui tombent
- 1964 : La Chambre
- 1964 : Sans merveille
- 1965 : Huis clos
- 1965 : Max Ophüls ou le Plaisir de tourner
- 1967 : Bajazet
- 1968 : Délire à deux - Adaptation TV
- 1968 : L'Atelier de Vieira da Silva
- 1970 : Reportage sur un squelette ou Masques et bergamasques
- 1978 : Le Temps d'une république: Le chien de Munich
- 1981 : Une mère russe
- 1981 : Washington, cité impériale, cité fantôme
- 1983 : Par ordre du Roy
- 1984 : Le Scénario défendu
- 1984 : Péchés originaux": "J'ai comme une musique dans la tête
- 1985 : Monsieur de Pourceaugnac
- 1987 : L'Heure Simenon, episodio "Strip-tease"
- 1990 : L'Invité clandestin